# Politiets Efterretningstjeneste

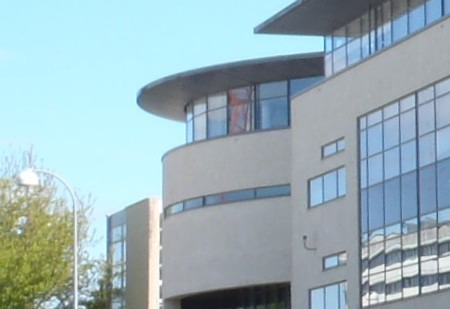
PET:s huvudkontor i Søborg utanför Köpenhamn.

Politiets Efterretningstjeneste (PET) är Danmarks nationella säkerhets- och underrättelsetjänst. Myndigheten bildades 1939 under Rikspolischefen. En föregångare var Det sønderjyske Politiadjudantur, som bildades 1933.
Sedan 1 januari 2016 är polismästare Finn Borch Andersen chef för PET.

## Arbetsområden
Operativt indelas PET:s verksamhet i följande fyra områden: kontraterrorism, kontraextremism, kontraspionage och organiserad brottslighet. Därtill kommer en rad uppdrag inom säkerhetsområdet, bland annat personskydd och säkerhetsrådgivning.

## Organisation
Organisatoriskt utgör PET en avdelning inom den danska Rikspolisen (Rigspolitiet).
Personalen – omkring 700 personer – består av poliser, kontorspersonal, jurister och andra akademiker samt kommunikatörer, översättare och tekniker.
PET har huvudkontor i Søborg utanför Köpenhamn och en avdelning i Århus.

## Chefer
- 1993–2002 Birgitte Stampe
- 2002–2007 Lars Findsen
- 2007–2013 Jakob Scharf
- 2014–2015 Jens Madsen
- 2016– Finn Borch Andersen